# José Guerrero (peintre)
Pour les articles homonymes, voir Guerrero (homonymie).
José Guerrero, est un peintre espagnol né à Grenade en 1914 et mort à Barcelone en 1991. Son œuvre essentiellement abstraite se trouve principalement dans les musées et les collections espagnoles et américaines, Guggenheim, MoMA, Reina Sofia…

## Biographie
Il devient peintre après avoir reçu les conseils de Garcia Lorca. Il intègre alors l'école des beaux-arts de Madrid, où il est élève de Vasquez Diaz et de Lafuente Ferrari. Il est alors influencé dans son travail figuratif par Zuloaga et Matisse. Il devient pensionnaire de la Casa de Velázquez en 1942 à Madrid.
À la fin de la Seconde Guerre mondiale il s'installe à Paris, fréquente Jean Bazaine et la seconde École de Paris. Il est d'ailleurs fait chevalier des Arts et Lettres en 1959. C'est à Paris qu'il rencontre sa première épouse américaine et émigre à New York en 1949. À cette date ses premiers tableaux sont acquis par les musées américains et il est défendu par le critique James Johnson Sweeney. Il rencontre l'avant-garde new yorkaise de École de New York et sympathise avec Robert Motherwell, Franz Kline et Mark Rothko dont il reste très proche. Il prend la nationalité américaine.
En 1984, il reçoit la Médaille d'or du mérite des beaux-arts par le Ministère de l'Éducation, de la Culture et des Sports.
En juin 2000 est inaugurée la Fondation José Guerrero de la Députation de Grenade, construite autour de la dation de l'atelier par la famille du peintre. Une salle lui est consacrée au musée Reina Sofia.

## Son art
La peinture abstraite de José Guerrero se caractérise par l’utilisation de grandes surfaces de couleurs (Colorfield Painting) vives et désaturées. Guerrero utilise la technique des champs de couleurs et les techniques de l’expressionnisme abstrait. Il travaillait la « peinture pure, la peinture à l’huile » : la peinture-peinture.
Son travail est proche de celui de Mark Rothko dont il était un intime. La toile est souvent scindée en deux, comme fracturée par un trait non peint en réserve qui fait vibrer la toile.

## Citation
« Jamais je n’oublierai qu’à la fin de ma première exposition à la galerie Betty Parson (1954), Rothko m’invita à déjeuner et me donna quelques conseils. Il me dit que le dernier jour d’une exposition était comme une déroute militaire, une retraite. Depuis ce moment j’ai compris qu’être un artiste dans notre société dans laquelle nous vivons, c’est comme en résistance, comme dans le maquis. Le combat est dans nos ateliers, pas dans les galeries, ni les musées. »